# Friday I'm in Love
Singles de The Cure
High
(1992) A Letter to Elise
(1992)
Clip vidéo
[vidéo] « Friday I'm in Love », sur YouTube
Pistes de Wish
Doing the Unstuck Trust
Friday I'm in Love est une chanson du groupe britannique The Cure figurant sur l'album Wish et sortie en single le 25 mai 1992.
Avec cette chanson le groupe obtient un quatrième numéro un dans le classement Alternative Songs établi par le magazine américain Billboard. Dans le classement des ventes aux États-Unis, le Billboard Hot 100, le titre arrive 18e. Il se classe 3e au Canada et dans le top 10 de plusieurs pays. Le single est certifié double disque de platine au Royaume-Uni pour 1 200 000 exemplaires vendus.

## Composition
Robert Smith, qui est le principal compositeur de la chanson, a déclaré dans une interview donnée au magazine britannique NME que trouvant la mélodie si belle et évidente, il était persuadé l'avoir involontairement plagiée. Animé d'une paranoïa amplifiée par les drogues qu'il consommait, il a alors téléphoné à bon nombre de personnes, leur chantant la mélodie et demandant si elles l'avaient déjà entendue, mais les réponses étaient toujours négatives,.

## Contenu du single
Le titre en face B du 45 tours, Halo, est un inédit. Le maxi, en support vinyle ou CD, contient une chanson inédite supplémentaire, Scared as You et offre un remix de Friday I'm in Love, le Strangelove Mix, réalisé par Bryan « Chuck » New.
Caroline Crawley, chanteuse du groupe Shelleyan Orphan qui avait assuré la première partie des concerts du Prayer Tour de The Cure en 1989, est présente dans les chœurs de la chanson Halo. 
45 tours et cassette
1. Friday I'm in Love - 3:36
2. Halo - 3:47

Maxi 45 tours
1. Friday I'm in Love (Strangelove Mix) - 5:29
2. Halo - 3:47
3. Scared as You - 4:12

CD
1. Friday I'm in Love  - 3:36
2. Halo - 3:47
3. Scared as You - 4:12
4. Friday I'm in Love (Strangelove Mix) - 5:29

## Clip
Le clip, réalisé par Tim Pope, a remporté le prix European Viewers' Choice de la meilleure vidéo en 1992 aux MTV Video Music Awards,.

## Classements hebdomadaires
| Classement (1992)                      | Meilleure place |
| -------------------------------------- | --------------- |
| Allemagne (GfK Entertainment)          | 16              |
| Australie (ARIA)                       | 39              |
| Autriche (Ö3 Austria Top 40)           | 13              |
| Belgique (Flandre Ultratop 50 Singles) | 34              |
| Canada (RPM 100 Singles)               | 3               |
| États-Unis (Billboard Hot 100)         | 18              |
| États-Unis (Alternative Songs)         | 1               |
| Irlande (Irish Singles Chart)          | 4               |
| Italie (FIMI)                          | 12              |
| Norvège (VG-lista)                     | 7               |
| Nouvelle-Zélande (RMNZ)                | 7               |
| Pays-Bas (Single Top 100)              | 32              |
| Royaume-Uni (UK Singles Chart)         | 6               |
| Suède (Sverigetopplistan)              | 17              |
| Suisse (Schweizer Hitparade)           | 17              |

## Certifications
| Pays                    | Certification | Date       | Unités certifiées et/ou streaming |
| ----------------------- | ------------- | ---------- | --------------------------------- |
| Danemark (IFPI)         | Platine       | 09/07/2024 | 9 000 000                         |
| Espagne (Promusicae)    | 2 × Platine   | 10/2024    | 120 000                           |
| Italie (FIMI)           | Platine       | 2023       | 100 000                           |
| Nouvelle-Zélande (RMNZ) | 2 × Platine   | 06/04/2023 | 60 000                            |
| Royaume-Uni (BPI)       | 2 × Platine   | 20/10/2023 | 1 200 000                         |

## Reprises
Friday I'm in Love a été reprise par plusieurs artistes, parmi lesquels Nena, Natalie Imbruglia, Yo La Tengo.